# Elmar Wiesendahl
Elmar Wiesendahl (* 1945 in Arnsberg, Sauerland) ist ein deutscher Politikwissenschaftler und Parteienforscher.

## Leben
Wiesendahl studierte Volkswirtschaftslehre und Soziologie mit den Schwerpunkten Organisation und Politische Soziologie in Münster und Hamburg. Er beendete 1971 sein Studium als Diplom-Soziologe. Während seiner Studienzeit betätigte sich Wiesendahl studentenpolitisch und war Vorsitzender des RCDS in Hamburg. Er gehörte zum Reformflügel der Hamburger JU und CDU und trat 1971 nach massiven Querelen mit der damaligen CDU-Spitze unter Jürgen Echternach zusammen mit weiteren CDU-Mitgliedern des Reformflügels aus der Partei aus.
Sein Promotionsstudium an der Hamburger Universität beendete er als Dr. rer. pol. mit einer Dissertation über „Parteien und Demokratie“. Auch seiner Habilitation im Fach Politikwissenschaften an der Uni Hamburg liegt eine theoretische Untersuchung über die Organisationsbeschaffenheit von politischen Parteien zugrunde.
Nach mehrjähriger Lehrtätigkeit als wissenschaftlicher Direktor an der Führungsakademie der Bundeswehr und an der Helmut-Schmidt-Universität in Hamburg wurde er 1992 zum Professor für Politikwissenschaft an die Universität der Bundeswehr München berufen. 2006 übernahm er als Direktor an der Führungsakademie der Bundeswehr in Hamburg die Leitung des Fachbereichs Sozialwissenschaften.
Mit seiner Pensionierung 2010 gründete er in Hamburg zusammen mit Joachim Raschke und Ralf Tils die Agentur für Politische Strategie (APOS), eine Agentur für Beratung und Training in Fragen politischer Strategie. Bis Ende 2021 war er Geschäftsführer von APOS und schied dann zusammen mit Joachim Raschke aus der Agentur aus.
Wiesendahl war über lange Zeit in der Lehrerfortbildung und in der Fortbildung von Führungskräften der öffentlichen Verwaltung und der Politik tätig. Er kommentiert regelmäßig in verschiedenen Medien die Entwicklung der Parteienlandschaft und aus strategischer Sicht die Kräfteverhältnisse der Parteien nach Wahlen.

## Arbeit
Wiesendahl hat sich in seiner langjährigen Forschungsarbeit vielseitig mit demokratietheoretischen, politisch-strategischen, eliten- und militärsoziologischen Fragen befasst und in mehr als zweihundert Veröffentlichungen publiziert. Den Hauptschwerpunkt seiner Arbeit bildet die Parteienforschung. Auf der einen Seite hat er sich auf die theoretischen Grundlagen, Richtungen und Untersuchungsfelder dieser Forschungsdisziplin spezialisiert. Die Frage nach der Organisationsbeschaffenheit von politischen Parteien begleitete ihn sein gesamtes Forscherleben. Eine jüngste Gesamtdarstellung seiner Forschungsergebnisse sind in seinem Lehrbuch „Parteienforschung. Ein Überblick“ von 2022 zu finden.
Auf der anderen Seite hat er mit aktuellem Bezug kontinuierlich die Entwicklungen der Parteien als Mitglieder- und Volksparteien beobachtet und nachvollzogen. Auch zu gesellschaftlichen Entwurzelungstrends und den Schwächeerscheinungen der Parteiendemokratie in Deutschland hat er verschiedene Studien vorgelegt.
Wiesendahl wurde für seine wissenschaftlichen Leistungen auf dem Gebiet der Parteienforschung 2021 mit dem mit 10.000 Euro dotierten Otto-Kirchheimer-Preis ausgezeichnet.

## Publikationen (Auswahl)
- Elmar Wiesendahl: Political Party Research. An Overview. Springer VS, Wiesbaden 2024, ISBN 978-3-658-43982-8.
- Elmar Wiesendahl: Sparta ante Portas - von der Aushöhlung der Inneren Führung. Barbara Budrich Verlag, Opladen, Berlin, Toronto 2023, ISBN 978-3-8474-2724-7.
- Elmar Wiesendahl: Parteienforschung. Ein Überblick. Springer VS, Wiesbaden 2022, ISBN 978-3-658-33899-2.
- Elmar Wiesendahl: Moderne Demokratietheorie : eine Einführung in ihre Grundlagen, Spielarten und Kontroversen. Diesterweg, Frankfurt 1981, ISBN 3-425-05187-3.
- Elmar Wiesendahl: Parteien in Perspektive : theoretische Ansichten der Organisationswirklichkeit politischer Parteien. Westdeutscher Verlag, Opladen 1998, ISBN 3-531-13121-4.
- Elmar Wiesendahl: Mitgliederparteien am Ende? : Eine Kritik der Niedergangsdiskussion. VS Verlag für Sozialwissenschaften, Wiesbaden 2006, ISBN 3-531-14350-6.
- Elmar Wiesendahl (Hrsg.): Eliten in der Transformation von Gesellschaft und Bundeswehr. Verlag Ferdinand Schöningh, Paderborn, 2007
- Elmar Wiesendahl, Uwe Jun, Oskar Niedermayer (Hrsg.): Die Zukunft der Mitgliederpartei. Verlag Barbara Budrich, Opladen/Farmington Hills 2009, ISBN 978-3-86649-204-2.
- Elmar Wiesendahl: Volksparteien. Aufstieg, Niedergang und Zukunft. Verlag Barbara Budrich, Opladen/Farmington Hills 2011, ISBN 978-3-86649-385-8
- Elmar Wiesendahl: Wirtschaftliche und politische Strategien im Crash? Das unternehmer- und rechtspopulistische Doppelgesicht des Machtstrategen Ronald Trump, (als Herausgeber zusammen mit Ralf Tils).  Veröffentlichung der Bonner Akademie für Forschung und Lehre praktischer Politik (BAPP). Bonn 2019
- Elmar Wiesendahl: Parteien und soziale Ungleichheit (als Herausgeber). Springer VS. Wiesbaden 2017.
- Elmar Wiesendahl: Athen oder Sparta – Bundeswehr quo vadis? Edition Temmen. Bremen 2010
- Elmar Wiesendahl: Parteien kompakt. Fischer TB-Verlag. Frankfurt a. M. 2006.
- Elmar Wiesendahl: Parteien und Demokratie. Eine soziologische Analyse paradigmatische Ansätze der Parteienforschung. Leske + Budrich Verlag. Opladen 1980.